# Матури
Матури (фр. Matoury) — коммуна во Французской Гвиане, заморском департаменте Франции, расположена недалеко от столицы Кайенны. Основана в 1656 году.
Вместе с коммуной Ремир-Монжоли входит в состав агломерации Кайенны. На территории коммуны находятся аэропорт Феликса Эбуэ и морской порт Лариво.

## География
На территории коммуны находится гора Гран-Матури высотой 234 метра, являющаяся максимальной высотой. На севере коммуна граничит с Атлантическим океаном. Здесь находится морской порт. Также на севере коммуна граничит с коммуной Кайенна, на востоке с коммуной Ремир-Монжоли, на юге с коммуной Рура, на западе с коммунами Монсинери-Тоннегранд и Макурия.
Климат экваториального типа с высокой влажностью.
Местная планировка хаотична. За пределами центра коммуны есть другие населённые пункты вдоль основных дорог, которые ведут к Кайенне, Макурии и аэропорту Феликса Эбуэ.
Коммуна состоит из нескольких районов: город Матури с пригородами Копеия и Гранадилья, аэропорт Феликса Эбуэ и город Конкорд, пригород и порт Лариво, Дезире, Шемен-де-ля-Леве, Ступан и Дегра-сюр-ле-Маури, Сент-Роз-де-Лима, Балата, Коньо-Лариво, Ла-Шомьер.

## История
Коммуна Матури была частью старого пригорода Тур-де-Лиль, основанного в 1656 году. От тех времён сохранилась церковь Святого Михаила, построенная в 1662 году. В 1736 году Анри Дюссоль де Ламиранд, губернатор Кайенны, приобрёл землю между Кайенной и Матури, после чего начал рыть канал Фулье, чтобы соединить реки Маури и Кайенна. Этот канал должен был связать между собой Кайенну, Кабассу, Ремир-Монжоли и Рур. Канал Фулье был открыт исполнявшим обязанности губернатора Анри Пуавилен де Кресней.
В XIX веке на месте слияния канала Фулье и реки Маури был построен форт Трио. Антуан Филипп Лемуан, губернатор Кайенны, построил мост через канал Фулье для осуществления поездок между Кайенной и Матури.
Указ об организации коммун Гвианы от 15 октября 1879 года предусматривал создание общин Иль-де-Кайенн и Тур-де-Лиль, вошедших в состав города Иль-де-Кайенн. После выборов 30 мая 1880 года Тур-де-Лиль был выделен в отдельный город. Впервые были избраны шесть советников в городской совет.
25 февраля 1891 года город Тур-де-Лиль был переименован в Матури.

## Население
На 2018 год численность населения коммуны составляла более 32 000 человек. По этническому составу это, прежде всего, креолы и европейцы. Численность населения постоянно растёт за счёт эмиграции.
| Год  | Численность | Численность |
| ---- | ----------- | ----------- |
| 1990 | 10 152      | [ 2 ]       |
| 1999 | 18 032      | [ 2 ]       |
| 2006 | 24 583      | [ 2 ]       |
| 2011 | 29 235      | [ 2 ]       |
| 2013 | 30 244      |             |
| 2015 | 32 427      | [ 3 ]       |
| 2016 | 32 440      | [ 2 ]       |
| 2017 | 31 956      | [ 4 ]       |
| 2018 | 32 942      | [ 5 ]       |
| 2019 | 33 458      | [ 6 ]       |
| 2020 | 34 474      | [ 7 ]       |
| 2021 | 34 810      | [ 8 ]       |
| 2022 | 35 551      | [ 1 ]       |

## Экономика
Большая часть экономики коммуны связана с портом Лариво — 9-м рыболовецким портом Франции, специализирующимся на ловле креветок и снеппэров. Рыболовецкий порт Лариво находится в ведении Торговой и промышленной палаты Гвианы.
Важное место в экономике коммуны занимает также аэропорт Феликса Эбуэ, осуществляющий международные авиаперелёты, единственный международный аэропорт во Французской Гвиане.

## Культура
Большое внимание в коммуне уделяется экологии и спорту. На её территории находится национальный заповедник Мон Гран-Матури. Главным спортивным сооружением коммуны является региональный дворец спорта имени Жоржа Теолада. В Матури также есть муниципальный стадион Матури, спортивный зал Бьенвеню, морской центр Матури и действуют три футбольных клуба — «Матури», «Блак Старс» и «Балата Абреба», два велоклуба — «Матури» и «Круа-дю-Суд», гандбольный и волейбольный клубы.